# Josh McDermitt

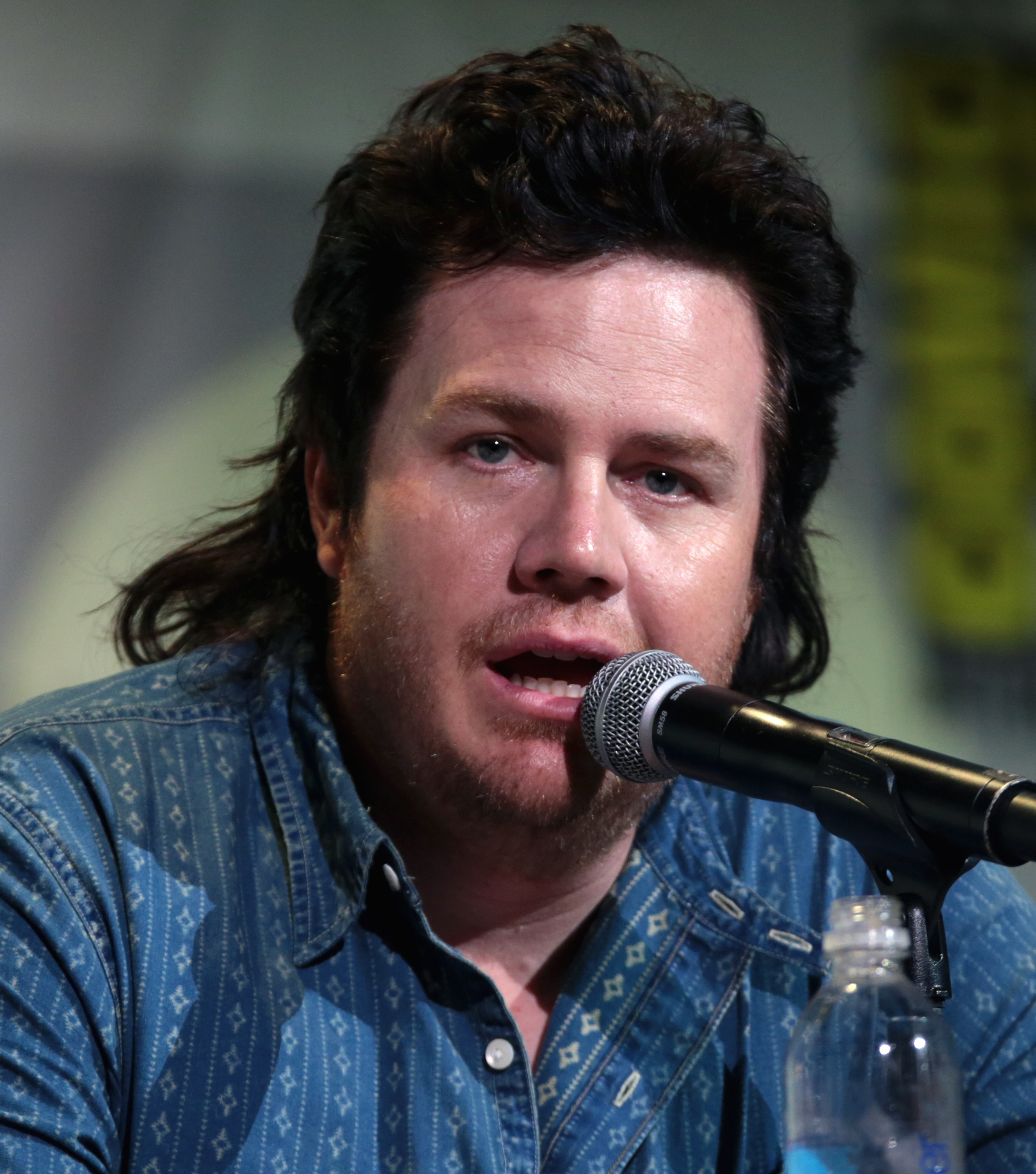
Josh McDermitt auf der San Diego Comic Con 2016

Joshua Matthew Michael McDermitt (* 4. Juni 1978 in Phoenix, Arizona) ist ein US-amerikanischer Schauspieler und Komiker. Internationale Bekanntheit erlangte er mit der Rolle des Eugene Porter in der Fernsehserie The Walking Dead.

## Leben
Josh McDermitt wuchs als eines von fünf Kindern in Phoenix auf. Später zog die Familie nach Los Angeles. Im Alter von 14 Jahren begann er als Komiker für eine lokale Radioshow, Tim & Willy, zu arbeiten. Bei diesem Radiosender arbeitete er bis zum Jahr 2007 auch noch als Produzent.
Nachdem Josh McDermitt seine Schauspielkarriere 2009 im Film Rehab for Rejects begonnen hatte, war er zwischen 2011 und 2012 in einer Hauptrolle in der TV-Land-Serie Retired at 35 zu sehen. Seit Februar 2014 verkörpert er die Rolle des Dr. Eugene Porter in The Walking Dead. Während der vierten Staffel gehörte seine Rolle noch zur Nebenbesetzung, für die fünfte wurde sie zu einer Hauptrolle ausgebaut. Zeitgleich mit seinen ersten Auftritten in The Walking Dead absolvierte McDermitt auch einen zweiteiligen Gastauftritt in Mad Men.

## Filmografie (Auswahl)
- 2009: Rehab for Rejects
- 2012: Kings of Van Nuys
- 2011–2012: Retired at 35 (Fernsehserie, 20 Folgen)
- 2012: Work It (Fernsehserie, 2 Folgen)
- 2014–2022: The Walking Dead (Fernsehserie, 83 Folgen)
- 2014: Mad Men (Fernsehserie, 2 Folgen)
- 2015: Life in Color
- 2017: Twin Peaks (Fernsehserie, Folge 1x03)
- 2024: Lilly